# Carapoia ocaina
Carapoia ocaina är en spindelart som beskrevs av Huber 2000. Carapoia ocaina ingår i släktet Carapoia och familjen dallerspindlar. Inga underarter finns listade.